# Météosat troisième génération
Les Météosat troisième génération, également désignés par l'acronyme MTG constituent la troisième génération de satellites météorologiques européens circulant en orbite géostationnaire. Ils doivent progressivement remplacer les satellites  MSG au cours des décennies 2020/2030. Il est prévu de construire six satellites MTG de deux types (MTG-I et MTG-S) qui se différencient par les instruments emportés. Le premier exemplaire MTG-I 1 a été placé en orbite le 13 décembre 2022 et le lancement des autres exemplaires s'échelonne entre 2023 et 2035. Dans la configuration opérationnelle de cette constellation de satellites qui devrait être en place vers 2025, l'opérateur Eumetsat a prévu de disposer en permanence de trois satellites MTG tous positionnés sur la longitude 0 degr : deux MTG-I et un MTG-S.
En 2009, après des études préliminaires, l'Agence spatiale européenne, agissant pour le compte d'Eumetsat, lance l'appel d'offres pour une troisième génération des satellites Météosat baptisée  Météosat troisième génération (MTG). Le concept évolue fortement par rapport aux deux générations précédentes, puisque deux types de satellites seront mis en œuvre (un imageur et un sondeur), tous deux stabilisés trois-axes (alors que les deux générations précédentes étaient spinnés) avec une très grande précision de pointage.
Les satellites MTG ont une masse supérieure à 3,6 tonnes dont 600 à 800 kilogrammes d'instrumentation. L'instrument principal des MTG-I est un imageur fonctionnant dans 16 longueurs d'onde allant de la lumière visible à l'infrarouge thermique et fournissant une image toutes les 10 minutes avec une résolution spatiale comprise entre 1 et 2 kilomètres. Une résolution temporelle de 2,5 minutes et une résolution spatiale de 0,5 km peut être obtenue dans certaines longueurs d'onde. L'instrument principal des MTG-S est un sondeur infrarouge fournissant les principales caractéristiques du profil vertical de l'atmosphère (température, humidité, vent, ozone) avec une résolution spatiale de 4 kilomètres et une fréquence horaire. Les MTG-I emportent également un instrument cartographiant les éclairs tandis que les MTG-S emporte le sondeur Sentinel-4.
Grace aux capacités accrues de ses instruments (résolution spatiale et temporelle, nombre de bandes spectrales) ainsi que l'ajout des données spectrales infrarouges et de l'imagerie des éclairs les satellites MTG permettront d'améliorer les prévisions météorologiques notamment des événéments les plus violents.

## Historique
À compter du début de leur déploiement en 2004, les satellites météorologiques gestionnaires Météosat de seconde génération (MSG) constituent la principale source de données météorologiques fournies depuis l'orbite géostationnaire pour l'Europe et l'Afrique. Les données des MSG constituent l'une des contributions clés d'EUMETSAT, l'opérateur européen de ces satellites, au système mondial d'observation de l'Organisation météorologique mondiale. Il est alors prévu que les quatre satellites MSG restent opérationnels au minimum jusqu'à fin 2018. Compte tenu de cette échéance, EUMETSAT prévoit de commencer à déployer la génération suivante, baptisée MTG (Météosat de troisième génération) à compter de 2015. Les travaux préparatoires des  nouveaux satellites débutent fin 2000,.

### Définition des besoins (Phase-A)
La  phase de définition des besoins (phase A) est menée entre 2004 et 2006 par plus de cinquante experts de plusieurs disciplines relevant d'organisations opérationnelles et d’instituts de recherches européens, américains ou d'autres pays. Le cahier des charges du futur système prend en compte les améliorations à long terme (2015-2025) attendues par les clients d'EUMETSAT : organisations météorologiques des pays européens (comme Météo France) et le Centre européen pour les prévisions météorologiques à moyen terme chargé des prévisions jusqu'à 10 jours. Le rapport remis fin 2006 définit quatre types de besoins classés ici par priorité décroissante, : 
- Une mission d'imagerie à haute résolution spectrale du disque complet (FDHSI : Full Disk High Spectral Imagery)  couvrant l'hémisphère visible depuis l'orbite géostationnaire avec une fréquence des observations de 10 minutes et une résolution spatiale allant de 1 à 2 kilomètres.
- une mission d'imagerie à haute résolution spatiale (HRFI: 'High Resolution Fast Imagery), prenant des images partielles de l'hémisphère avec une fréquence   des observations de 2,5 minutes et une résolution spatiale allant de 0,5 à 1 km.
- une mission de sondage de l'atmosphère dans l'infrarouge (IRS : Infrared Sounding) couvrant le disque complet  avec une fréquence  des observations de 30 minutes (si cet objectif n'est pas atteint au moins 60 minutes) et une résolution spatiale de 4 km. L'instrument doit fournir des informations de sondage hyperspectral avec une résolution spectrale de 0,625 cm-1 dans deux bandes: une bande infrarouge ondes longues et une bande infrarouge ondes moyennes.
- Une mission d'observation de l'activité électrique (LI Lightning Imagery) détectant en permanence sur 80% du disque complet les décharges se produisant au sein des nuages ou entre les nuages et le sol.

Fin 2008, la conférence ministérielle de l'Agence spatiale européenne fige les contributions financières des différents états membres au programme : Allemagne et France (31,01 % chacun), Italie et Espagne : (11,86 % chacun), Suède et Suisse : (3,19 % chacun), Belgique (2,58 %), Autriche (2,28 %) et autres pays (3,02 %).

### Phase-B
La phase B1, se déroulant de février à juillet 2009, organise le programme en quatre éléments :
- maîtrise d'œuvre
- plate-forme
- imageur
- sondeur infrarouge.

### Sélection des constructeurs
La compétition industrielle est particulièrement rude. Deux groupes d'industriels européens sont en compétition, menés par Thales Alenia Space, avec une maîtrise d'œuvre française et par EADS Astrium Satellites, avec une maîtrise d'œuvre allemande, le choix devant être fait avant la fin de l'année 2009. Au début de 2010, le choix tarde à se faire, des intérêts politiques entrant en jeu dans une compétition franco-allemande. Le 19 mars 2010, l'ESA annonce avoir choisi l'équipe menée par Thales Alenia Space pour entamer la négociation finale pour un contrat à signer courant juin,. Un audit ultérieur, accepté par l'Allemagne, a renforcé la crédibilité de l'ESA en montrant l'impartialité totale de la procédure de l'appel d'offres. Le 22 juin 2010, le conseil d'Eumetsat adopte la proposition de Thales Alenia Space ; une autorisation de démarrage (ATP) est signée le 18 novembre 2010. Le chef de projet Thales Alenia Space au Centre spatial de Cannes - Mandelieu est Alain Lamothe, après avoir été chef de projet Météosat seconde génération. Le contrat final pour la réalisation des satellites, représentant une valeur industrielle de plus de 1,26 milliard d’euros, est signé le 24 février 2012 entre Volker Liebig, directeur de l’ESA responsable des programmes d’Observation de la Terre et Reynald Seznec, Pdg de Thales Alenia Space,,,. Comme pour les deux premières générations, la maîtrise d'œuvre ainsi qu'une part importante de réalisation, sont effectuées dans l'établissement de Cannes. Thales est responsable de l'ensemble du projet et est chargé plus particulièrement de la construction de la version MTG-I et de son instrument principal FCI. OHB et sa filiale Kayser-Threde sont chargés de la construction de la version MTG-S et de son instrument principal IRS. OHB fournit également la plateforme des deux types de satellite.

### Conception détaillée et fabrication (Phase C/D)
La conception détaillée débute en novembre 2010. En juillet 2018 un modèle de test de l'instrument principal FCI est placé dans une chambre à vide pour vérifier son comportement dans l'espace. En juillet 2019, un modèle de test du satellite MTG-I complet achève avec succès l'ensemble des tests (vibration, phase de séparation, ...) qui permettent de le qualifier. Le lancement du premier satellite prévu initialement pour la fin de 2017 est repoussé à 2021 et a lieu finalement lieu en décembre 2022.

## Caractéristiques techniques

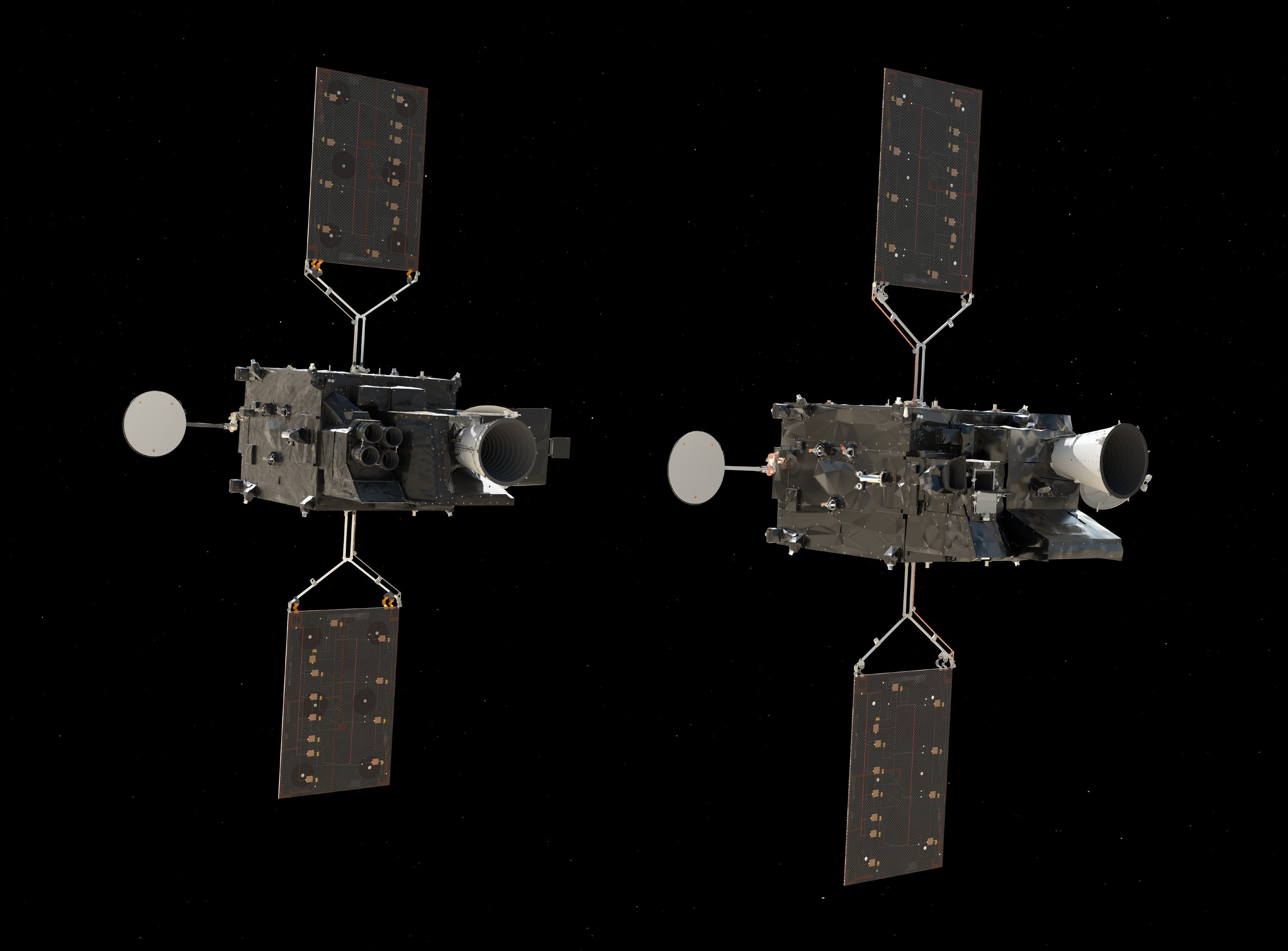
Comparaison d'un satellite MTG-I (à gauche) et MTG-S (à droite).

### Comparaison des caractéristiques des différentes générations des Météosat
Les satellites MTG, qui sont les premiers satellites météorologiques géostationnaires européens stabilisés 3 axes disposent de capacités nettement améliorées par rapport à la génération précédente. les performances atteignent celles des satellites américains GOES R (déployés à partir de 2016) de la NASA/NOAA :
- L'augmentation du temps d'observation passe de 5 à 100 % par rapport à la solution de stabilisation par rotation. Le choix d'une stabilisation 3 axes était devenu indispensable pour satisfaire les besoins futurs, qui exigent des gains en résolution spatiale, en cycle de répétition et en rapport signal sur bruit[14].
- Très grande précision de pointage (10 secondes)[15].
- Le sondeur infrarouge hyperspectral IRS (installé sur les satellites MTG-S) est le premier instrument de cette classe embarqué sur un satellite, la NASA ayant abandonné le développement d'un instrument équivalent (HES).
- Résolution spatiale des images passante de 1-3 km à 0,5-2 km.
- Acquisition d'images dans 16 bandes spectrales au lieu de 12.
- Vitesse de transfert de données passant de 3 à 60 mégabits par seconde.
- Acquisition et traitement des données atteignant 3 gigaoctets par seconde.

| Caractéristique            | METEOSAT 1re génération                                                       | MSG 2e génération | MTG-I | MTG-S                                      |
| -------------------------- | ----------------------------------------------------------------------------- | --- | --- | ------------------------------------------ |
| Statut                     | Retirés                                                                       | Opérationnels | En cours de développement/déploiement                                                                                   | En cours de développement/déploiement      |
| Date lancement             | 1977-1997                                                                     | 2002-2015 | 2022- | 2023-                                      |
| Nombre satellites          | 7                                                                             | 4 | 4 | 2                                          |
| Masse au lancement (à sec) | 696 kg (320 kg)                                                               | 2 040 kg | 3 600 kg | 3 800 kg                                   |
| Énergie                    | 200 W                                                                         | 600 W (fin de vie) | 2 kW | 2 kW                                       |
| Contrôle d'attitude        | Spinné                                                                        | Spinné | Stabilisé 3 axes | Stabilisé 3 axes                           |
| Principaux instruments     | Radiomètre MVIRI 3 canaux                                                     | Radiomètre SEVIRI 12 canaux | Radiomètre FCI 16 canaux                                                                                                | Sondeurs infrarouge IRS et ultraviolet UVN |
| Performances               | Résolution 2,5 km à 5 km Image complète de l'hémisphère toutes les 30 minutes | Résolution de 1 à 3 km de tout l'hémisphère avec un cycle de 15 min et capacité d'observations locales aussi rapide que 2 min 30 s | Résolution spatiale 0.5, 1 et 2 km. Image complète de toute l'hémisphère en 10 min et image locale rapide en 2 min 30 s | Résolution de 8 km                         |
| Durée de vie contractuelle | 5 ans                                                                         | 7 ans (MSG-1 lancé en août 2002 est encore en fonction)                                                                            | 8,5 ans consommables pour 10,5 ans                                                                                      | 8,5 ans consommables pour 10,5 ans         |

### Les deux sous-familles: MTS-I et MTG-S
Les satellites MTG sont de deux types : MTG-I et MTG-S. Les deux types utilisent la même plateforme SmallGEO/LUXOR mais mettent en œuvre des instruments différents : 
- La version MTG-I a une masse au lancement de 3 600 kg dont 2 tonnes d'ergols et 600 kg d'instruments. Ses performances (résolution spatiale, fréquence des prises d'images, nombre de canaux, pointage,...) sont nettement supérieures à celles de la génération précédente (MGS) et similaires à celles du satellite américain GOES R. Le satellite utilise pour la première fois sur un satellite météorologique européen en orbite géostationnaire une plateforme stabilisée 3 axes. Les détecteurs infrarouges de son instrument principal sont refroidis à 55 kelvin à l'aide d'un cryoréfrigérateur.
- La version MTG-S a une masse au lancement de 3 800 kg dont 2 tonnes d'ergols et 800 kg d'instruments. Il s'agit du premier satellite sondeur en orbite géostationnaire, les Américains ayant renoncé au développement de l'instrument HES qui devait embarquer sur le satellite GOES R.

### Plateforme
Les deux types de satellites utilisent la même plateforme SmallGEO/LUXOR développée par la société allemande OHB. Celle-ci est stabilisée 3 axes. Ses dimensions, avant déploiement des panneaux solaires et des antennes, sont de 2,3 x 2,8 x 5,2 mètres. L'énergie est fournie par deux panneaux solaires déployés en orbite et capables de produire plus de 2000 watts. La durée de vie de la plateforme est au minimum de 8,5 années. Le satellite emporte deux tonnes d'ergols suffisante pour 11,5 années de fonctionnement. Le contrôle d'attitude s'appuie sur des viseurs d'étoiles et est assuré par cinq roues de réaction qui doivent compenser notamment les impulsions liées aux mécanismes des instruments embarqués. Le système de propulsion comprend le moteur d'apogée à ergols liquides de 400 newtons de poussée qui est chargé de placer le satellite sur son orbite géostationnaire depuis l'orbite de transfert géostationnaire ainsi que 16 petits moteurs-fusées de 10 newtons de poussée utilisés pour maintenir l'orbite et désaturer les roues de réaction. Les deux types de moteur utilisent des ergols liquides : hydrazine  et peroxyde d'azote.

### Instruments du satellite MTG-I
Le satellite MTG-I embarque deux instruments principaux : l'imageur visible/infrarouge FCI et le détecteur d'éclairs LI.

#### Imageur FCI

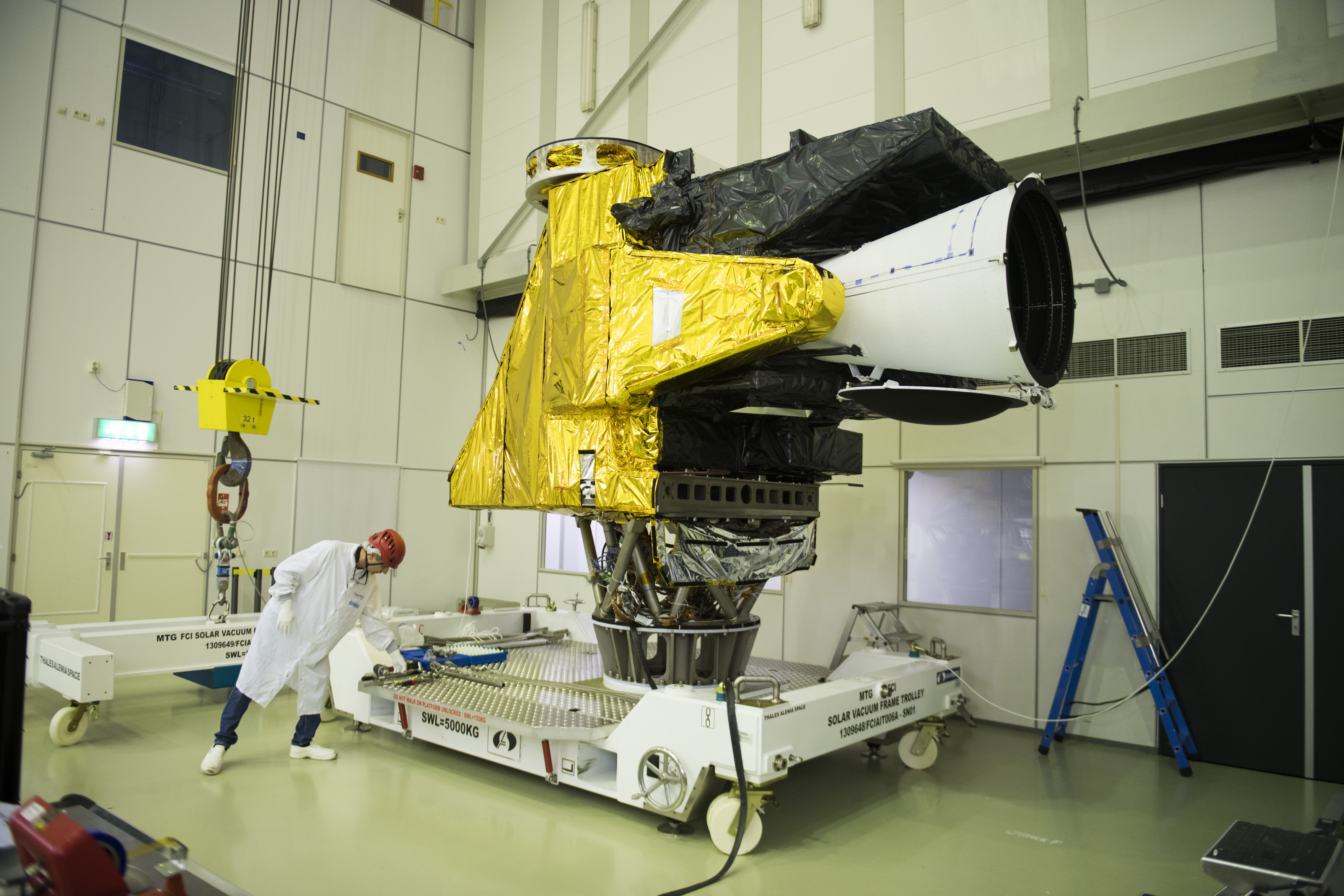
Modèle de test de l'instrument FCI en cours de test en juin 2018

L'imageur FCI (Flexible Combined Imager) qui dérive de l'instrument SEVIRI installé à bord des satellites de la génération précédente (MSG) fournit des images dans 16 longueurs d'onde distinctes allant de la lumière visible à l'infrarouge thermique. Il fournit une image complète de l'hémisphère terrestre visible depuis l'orbite toutes les 10 minutes (mode FDSS : Full Disc Scanning Service) et une image du quart de disque (par exemple l'Europe) toutes les 2,5 minutes (mode RSS : Rapid Scanning Service). La résolution spatiale est de 1 kilomètre en lumière visible et proche infrarouge et de 2 kilomètres en infrarouge thermique. En mode FDHSI (Full Disc High Spectral Resolution Imagery) la résolution spatiale est de 0,5 kilomètre dans deux longueurs d'onde (0,6 et 2,2 microns) et de 1 kilomètre dans deux longueurs d'onde du spectre thermique (3,8 et 10,5 microns).
| Type rayonnement     | Longueur d'onde (centre) | largeur de la bande spectrale | Résolution spatiale   | Apports pour les variables atmosphériques |
| -------------------- | ------------------------ | ----------------------------- | --------------------- | --- |
| lumière visible      | 0,444 µm                 | 0,060 µm                      | 1 km                  | Aérosols, cendres volcaniques |
| lumière visible      | 0,510 µm                 | 0,040 µm                      | 1 km                  | Aérosols, cendres volcaniques |
| lumière visible      | 0,640 µm                 | 0,050 µm                      | 1 km et 0,5 km (HFRI) | Nuages (détection, propriétés), vents (AMV),couverture neigeuse, végétation, cendres volcaniques, fumées |
| lumière visible      | 0,865 µm                 | 0,050 µm                      | 1 km                  | Nuages (détection, propriétés, type, phase, épaisseur optique, microphysique),vents (AMV), couverture neigeuse, végétation (stress), cendres volcaniques (détection, concentration), fumées                                |
| lumière visible      | 0.914 µm                 | 0.020 µm                      | 1 km                  | Vapeur d’eau (contenu intégré |
| Proche infrarouge    | 1.380 µm                 | 0.030 µm                      | 1 km                  | Nuages (détection des cirrus), vapeur d’eau |
| Proche infrarouge    | 1,610 µm                 | 0,050 µm                      | 1 km                  | Nuages (détection, type, phase, microphysique), couverture neigeuse, végétation (stress), fumées (détection) |
| Proche infrarouge    | 2,250 µm                 | 0,050 µm                      | 0,5 km (HFRI) et 1 km | Nuages (microphysique) |
| Infrarouge thermique | 3,800 µm                 | 0,400 µm                      | 1 (HFRI) et 2 km      | Nuages (détection, microphysique), température de surface (terre et mer), feux |
| Infrarouge thermique | 6,300 µm                 | 1,000 µm                      | 2 km                  | Vents (AMV), vapeur d’eau, instabilité verticale |
| Infrarouge thermique | 7,350 µm                 | 0,500 µm                      | 2 km                  | Vents (AMV), vapeur d’eau, instabilité verticale |
| Infrarouge thermique | 8,700 µm                 | 0,400 µm                      | 2 km                  | Nuages (détection, type, altitude du sommet, microphysique), cendres volcaniques (détection), SO2, sables et poussières (détection)                                                                                        |
| Infrarouge thermique | 9,660 µm                 | 0,300 µm                      | 2 km                  | Ozone (colonne totale) |
| Infrarouge thermique | 10,500 µm                | 0,700 µm                      | 2 km et 1 km (HFRI)   | Nuages (détection, type, altitude du sommet), vents (AMV), vapeur d’eau (contenu intégré), instabilité verticale, température de surface (terre et mer), cendres volcaniques (détection), sables et poussières (détection) |
| Infrarouge thermique | 12,300 µm                | 0,500 µm                      | 2 km                  | Nuages (détection), vents (AMV), vapeur d’eau (contenu integré), instabilité verticale, température de surface (terre et mer), cendres volcaniques (détection), sables et poussières (détection)                           |
| Infrarouge thermique | 13,300 µm                | 0,600 µm                      | 2 km                  | Dioxyde de carbone, Nuages (altitude du sommet), instabilité verticale, cendres volcaniques (détection) |

L'instrument FCI utilise un télescope anastigmatique à trois miroirs de 33 centimètres d'ouverture doté d'un miroir pivotant sur deux axes pour balayer la surface à photographier. Le rayonnement lumineux est divisé en cinq groupes de bandes spectrales par un diviseur de faisceau dichroïque. Les faisceaux lumineux passent par des filtres spectraux avant d'atteindre les détecteurs qui sont de deux types. Le détecteur qui traite les canaux en lumière visible et les détecteurs qui analysent les canaux en proche infrarouge/infrarouge thermique. Ces derniers sont placés dans un cryoréfrigérateur qui les maintient à 60 kelvin. Les dimensions externes de l'instrument sont de 1,57 m x 1,72 m x 2,2 mètres. Sa masse est de 394 kilogrammes et il consomme au maximum 495 watts. Le volume de données généré est inférieur à 68 mégabits par seconde.

#### Détecteur d'éclairs LI
L'instrument LI (Lightning Imager) détecte en permanence  les impulsions optiques (éclairs) déclenchées par des décharges d'énergie électrique. Il couvre une zone du disque terrestre limitée par un cercle de 16° de diamètre sous-tendu à partir de la position géostationnaire et décalé vers le nord de manière à couvrir les pays européens (84% du disque terrestre visible). Il effectue ses observations dans  la longueur d'onde 777,4 nm avec une résolution spatiale de 4 km. L'information fournie aux utilisateurs comprend l'heure, la position et l'intensité des impulsions optiques détectées. L'instrument d'une masse de 93 kilogrammes comprend quatre caméras optiques dont les champs de vue se superposent légèrement. Celles-ci sont dotées chacune d'une optique de 110 mm d'ouverture et de 190 mm de longueur focale. Chaque caméra comporte un détecteur de type CMOS comportant 1000 x 1700 pixels et prenant 1000 images par seconde. L'instrument qui est développé par la société italienne Selex Galileo a une masse de 93 kilogrammes.

#### Autres équipements

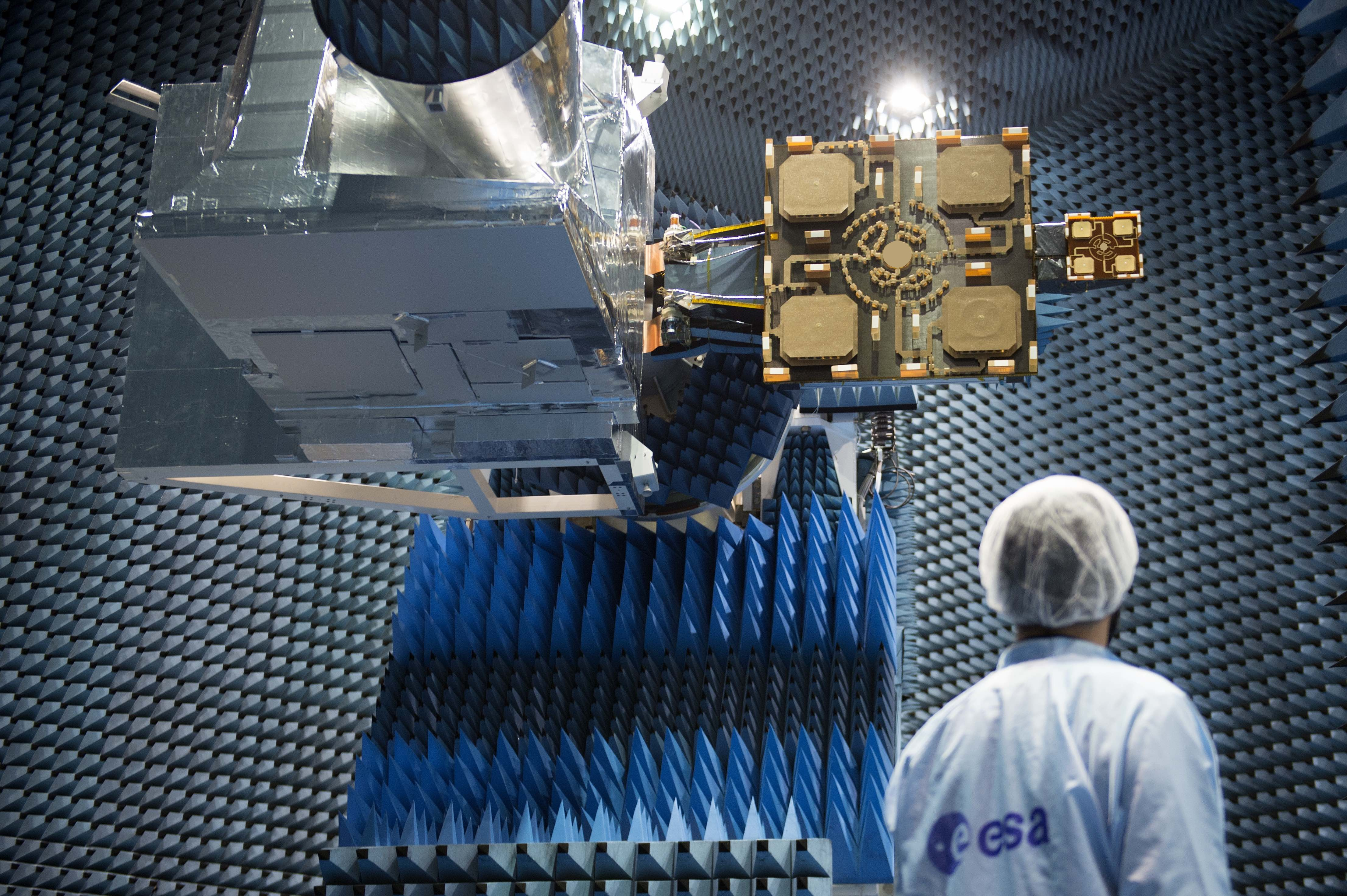
Attaché à l'instrument FCI (situé à gauche sur la photo) se trouvent les quatre grandes antennes patch recueillant les signaux émis en bande L par les capteurs météorologiques et les quatre antennes patch nettement plus petites conçues pour détecter les signaux des balises de détresse (bande UHF) du système COSPAS-SARSAT.

Le satellite emporte également deux équipements non directement liés à sa mission principale :
- Le DCS (Data Collection System) est un équipement dont le rôle est de relayer vers les stations au sol les données sur les variables environnementales qui ont été collectées par des capteurs placés dans des bouées, navires, ballons stratosphériques ou avions (DCP ou Data Collection Platform) qui sont de par leur situation trop éloignés de relais terrestres. Les données des DCP peuvent être émises et relayées par les satellites Météosat à fréquence périodique et/ou dès leur collecte (par exemple si un tsunami est détecté)[21],[4].
- GEOSAR (Geostationary Search & Rescue) est un équipement qui constitue un des maillons du système de sauvetage COSPAS-SARSAT. GEOSAR permet de capter et relayer vers des centres de secours des messages de détresse (fournissant la position) émis par des  balises de détresse COSPAS-SARSAT embarquées sur des navires ou des avions ou installés à bord d'engins terrestres[22],[4].

### Instruments du satellite MTG-S
Pour la première fois, les satellites Meteosat ne se contenteront plus de fournir des images des systèmes météorologiques, mais ils réaliseront aussi une analyse « couche par couche » de l’atmosphère permettant d’obtenir davantage d’informations sur la complexité de sa composition chimique.
Le satellite MTG-S embarque deux instruments principaux : le sondeur infrarouge IRS et le spectromètre UVN (Sentinel-4).

#### Sondeur IRS
Le sondeur IRS (Hyperspectral Infrared Sounder) infrarouge hyperspectral, est un spectromètre de Fourier imageur dont la résolution spectrale est de 0,625 cm-1. Cet instrument fournit des données dans deux bandes spectrales de l'infrarouge : 8,3-14,3 μm avec 800 canaux spectraux et 4,6-6,25 μm avec 920 canaux spectraux. IRS fournit le profil vertical de l'humidité dans l'atmosphère terrestre avec une résolution spatiale de 4 kilomètres, une résolution verticale de 2 kilomètres et une précision de 10 %. Il fournit également le profil vertical de température de l'atmosphère terrestre  avec une résolution verticale de 1 kilomètre et une précision comprise entre 0,5 et 1,5°C. Pour y parvenir il effectue des mesures dans les bandes d’absorption de la vapeur d’eau et du CO2 avec une très grande résolution et précision spectrale. Ces données sont fournies pour l'ensemble l'hémisphère visible depuis l'orbite toutes les 60 minutes et pour la fraction de l'hémisphère nord couvrant l'Europe, l'Afrique du Nord et l'Atlantique nord toutes les 30 minutes. L'instrument fournit également des données sur le monoxyde de carbone et l’ozone. L'instrument est développé par la société allemande Kayser-Threde installée à Munich (filiale d'OHB). Parmi les sous-traitants figure Sofradir qui fournit, dans le cadre d'un contrat de plusieurs dizaines de millions d'euros, les détecteurs infrarouges MTC (tellurure de mercure-cadmium),.
Le sondeur IRS n'a aucun d'équivalent parmi les instruments embarqués sur les autres satellites météorologiques. La fréquence de collecte de 30 minutes en fait une source de données très précieuse pour mesurer l'évolution de la structure verticale et horizontale de la vapeur d'eau qui n'est aujourd'hui fournie qu'avec une fréquence de 12 heures par les sondeurs embarqués sur les satellites circulant sur des orbites polaires.
L'instrument IRS occupe un volume de 1,44 m x 1,30 m x 1,25 m et a une masse d'environ 470 kilogrammes. Sa consommation électrique est d'environ 858 Watts. Il produit environ 167 mégabits de données par seconde.

#### Spectromètre UVN
Le satellite MTG-S embarque pour le programme GMES (Global Monitoring for Environment and Security) l'instrument Sentinel-4/UVN, un sondeur fonctionnant en ultraviolet, lumière visible et proche infrarouge qui analyse la chimie atmosphérique et permet d'identifier des concentrations de gaz tels que l’ozone et le dioxyde d’azote. C'est un spectromètre imageur à pushbroom (en) à haute résolution fonctionnant dans trois bandes spectrales : ultraviolet (305-400 nm), visible (400-500 nm) et proche infrarouge (750-775 nm). Sa résolution spatiale est de 8 kilomètres au niveau de l'Europe. L'instrument balaye la région observée d'est en ouest toutes les 60 minutes et fournit une image complète de l'Europe et de l'Afrique du Nord. La résolution spectrale est de 0,5 nm dans l'ultraviolet et le visible et de 0,12 nm dans l'infrarouge. L'instrument a une masse de 200 kilogrammes et consomme environ 180 watts. Les données produites représentent un volume de 30 mégabits par seconde. La durée de vie est de 7,5 ans. L'instrument est développé par la filiale allemande d'Airbus Defence & Space.

## Segment sol
Les données fournies par les instruments des satellites sont collectées par des stations terriennes situées à Leuk (Suisse) et Lario (Italie). La position des satellites et les télémesures sont collectées par les stations de Fucino (Italie) et de Cheia (Roumanie). Le contrôle des satellites en orbite, le traitement des données collectées et la diffusion des produits résultants sont pris en charge par l'établissement de Darmstadt d'EUMETSAT en Allemagne. Thales Alenia Space Deutschland GmbH a fourni le simulateur d'exploitation (Satsim) ainsi que le PDG (Payload Data Generator) pour tous les satellites, à la suite d'un contrat de 4 M€ signé le 26 avril 2012.

## Déploiement opérationnel

### Configuration de la constellation
La configuration opérationnelle de la constellation de satellites MTG, qui devrait être en place vers 2025, comprend deux satellites MTG-I et un satellite MTG-S. Il est prévu que cette génération de satellites reste opérationnelle durant 20 ans pour les MTG-I et 15 ans pour les MTG-S, aussi, compte tenu de leur durée de vie minimale  (7,5 ans), il est prévu de construire 6 satellites.
Le rôle des deux satellites MTG-I est le suivant :
- Le premier satellite positionné à la longitude 0° fournit toutes les 10 minutes une image complète de la Terre produite par FCI (FDHSI : Full Disc High Spectral resolution Imagery). C'est également le satellite qui met en oeuvre par défaut les données sur les éclairs (instrument LI) ainsi que les équipements DCP (collecte des données des bouées météorologiques) et GEOSAR (collecte des messages des balises de détresse du système COSPAS-SARSAT.
- Le deuxième satellite positionné à la longitude  9,5°  fournit toutes les 2,5 minutes une image d'un quart du globle centré par défaut sur l'Europe (HRFI : High spatial Resolution Fast Imagery). C'est également le satellite de secours en cas de défaillance du premier satellite. Il peut également mettre en oeuvre l'instrument LI et les équipements DCP et GEOSAR en cas de défaillance de leur équivalent sur le premier satellite ou pour effectuer des opérations d'étalonnage ou pour améliorer la qualité des produits fournis.

### Historique des lancements
Les satellites MTG sont placés sur une orbite de transfert géostationnaire par des lanceurs Ariane (Ariane 5 ECA (premier satellite) puis Ariane 64 (tous les autres). Ils sont positionnés sur leur orbite géostationnaire en utilisant leur moteur d'apogée.
Le premier satellite MTG (MTG-I 1) est lancé le 13 décembre 2022 par un lanceur Ariane 5 décollant de la base de Kourou et emportant également deux satellites de télécommunications (Galaxy 35 et 36). Le satellite est positionné sur une orbite géostationnaire au-dessus de la longitude 0° alloué aux satellites européens pour leur permettre d'effectuer les observations de l'Europe et de l'Afrique. Durant les 12 premiers mois de la mission il est prévu d'étalonner les instruments et de valider les données collectées.
| Désignation | Date lancement   | Lanceur      | Type  | Position | Identifiant COSPAR | Statut                                      | Notes |
| ----------- | ---------------- | ------------ | ----- | -------- | ------------------ | ------------------------------------------- | ----- |
| Météosat-12 | 13 décembre 2022 | Ariane 5 ECA | MTG-I | 0°       | 2022-170C          | Opérationnel                                | ,     |
| Météosat-13 | 1er juillet 2025 | Falcon 9     | MTG-S | 3,4°     | 2025-143A          | En orbite, mise en service attendue en 2026 | ,     |
| Météosat-14 | NET Avril 2026   | Ariane 64    | MTG-I | 9,5°     | N/A                | Prévu                                       |       |
| Météosat-15 | NET 2033         | N/A          | MTG-I |          | N/A                | Prévu                                       |       |
| Météosat-16 | NET 2035         | N/A          | MTG-S |          | N/A                | Prévu                                       |       |
| Météosat-17 | NET 2043         | N/A          | MTG-I |          | N/A                | Prévu                                       |       |